# Crazy Horse (cabaret)

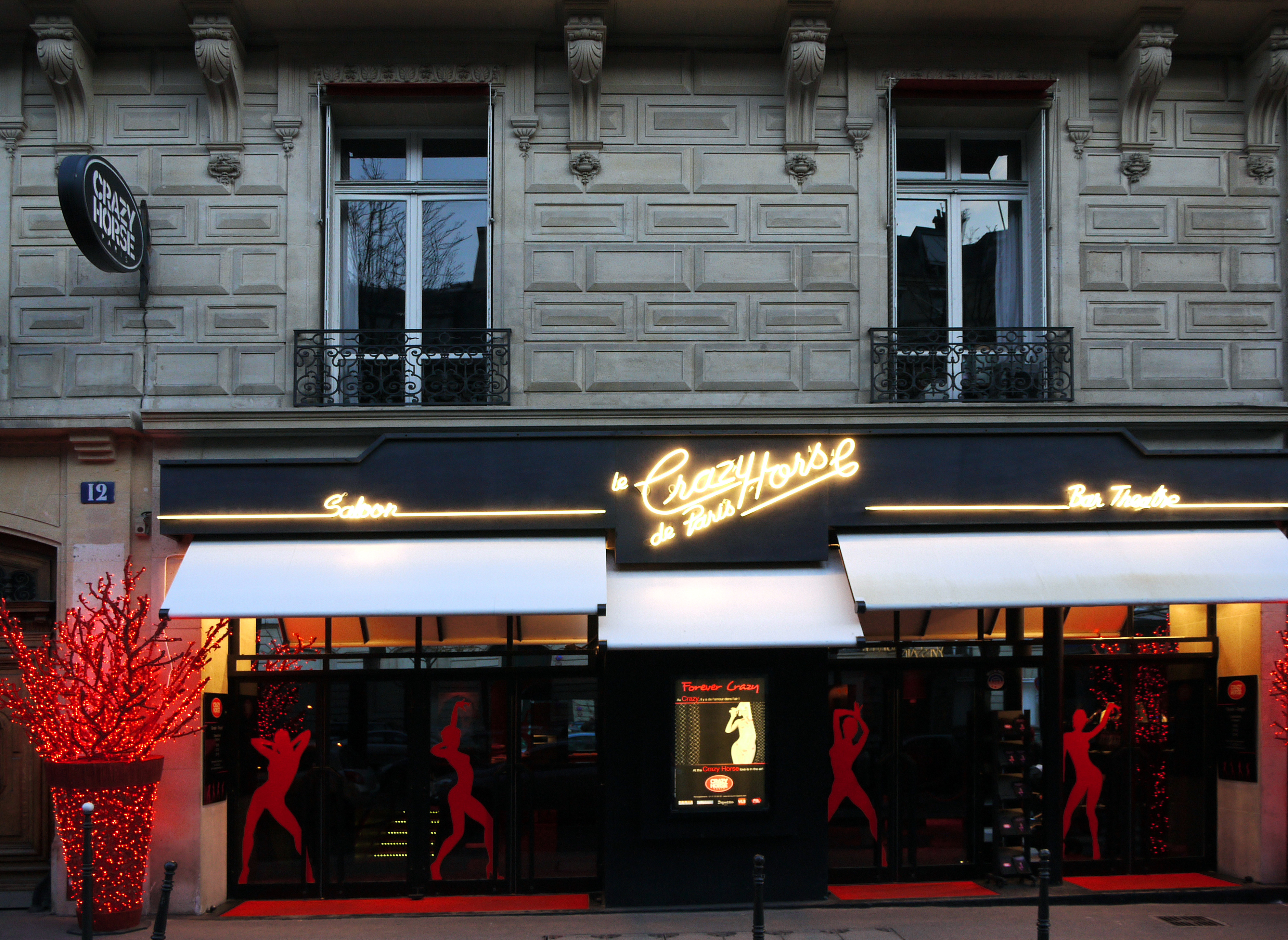
L'ingresso del locale sulla Avenue George V a Parigi.

Il Crazy Horse è un locale di cabaret parigino molto famoso per il suo carattere innovatore e anticonformista, fondato nel 1951 da Alain Bernardin nella via Avenue George V del quartiere degli Champs-Élysées.
La caratteristica più significativa di questo cabaret sono i giochi di luce particolarmente evoluti nelle scenografie in cui si esibiscono solitamente un gruppo di ballerine con coreografie sensuali ed erotiche.
Nel locale si sono esibite Lova Moor, Arielle Dombasle, Dita von Teese e Violet Chachki. Tra le ballerine italiane Rosa Fumetto fu la prima ad essere assunta dal locale nel 1968, seguita nel 2012 da Deborah Lettieri. Hanno fatto parte del cast del tour mondiale Ester Cattaneo nel 2012 e Giulia Pauselli nel 2014.

## Storia

### Apertura e prima gestione

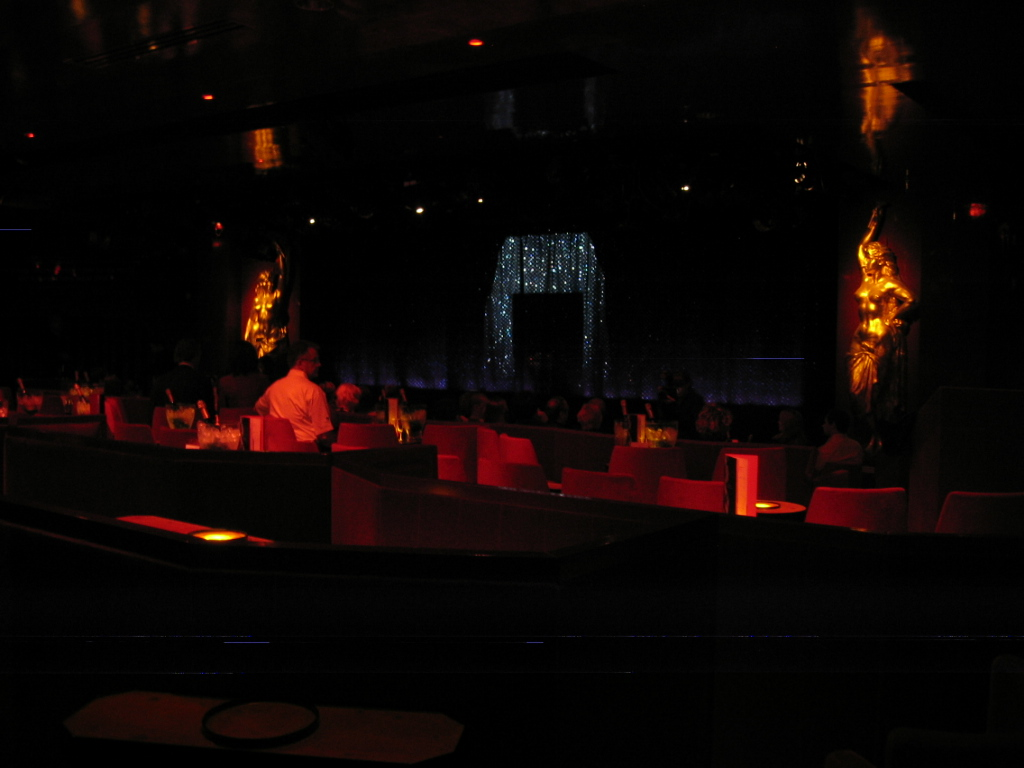
L'interno del ritrovo.

Il 19 maggio 1951 l'imprenditore e collezionista d'arte francese Alain Bernardin ha aperto il locale nella via Avenue George V del quartiere degli Champs-Élysées, a fianco alle sedi di Yves Saint Laurent, Givenchy e Balenciaga. Il locale fu ricavato unendo dodici cantine di un edificio haussmaniano e con ispirazione per l'arredo ai saloon statunitensi. Inizialmente il locale prevedeva performance canore, tra cui si annovera l'esordio di Charles Aznavour e numeri di spogliarello, apportando nello stile del locale i movimenti del new wave, del neorealismo e della pop art.
Nel corso degli anni '60 il locale ottiene sempre più fama nel contesto parigino e francese, divenendo luogo di ritrovo mondano, venendo frequentato da numerosi celebrità e personaggi di spicco nel panorama artistico, tra cui Salvador Dalí. Artisticamente le esibizioni virano verso il burlesque, introducendo la cifra stilistica dei giochi di luce proiettati sulle ballerine per nascondere la nudità integrale. Nel 1963 viene composto da Serge Gainsbourg il Crazy-Horse swing, motivo musicale ufficiale del locale (in francese indicatif). Dopo la legalizzazione del nudo integrale in Francia nel 1968 il locale presenta esibizioni di nudo integrale.
Nel 1985 Bernardin mette in scena lo spettacolo denominato La suora interpretato dalla ballerina Frenchy Lunatic. Lo spettacolo venne fortemente criticato per blasfemia e di sessualizzazione della figura della suora, portando alla cancellazione dello stesso. Nel 1989 viene messo in scena per la prima volta lo spettacolo di apertura God save our bareskin, ispirato alle guardie reali britanniche e coreografato dalla ballerina statunitense Molly Molloy. Nel 1991 viene aperto un secondo locale a Las Vegas, Nevada, presso il MGM Grand Las Vegas.

### Nuova gestione e tournée internazionale
Successivamente alla morte di Bernardin nel 1994, la famiglia gestisce il locale sino al 2006, quando viene venduto all'imprenditore belga Philippe Lhomme. Il nuovo proprietario nomina Andrée Deissenberg come nuova manager del locale, vedendo un cambiamento nell'immagine del locale, allontanandosi dalla forma artistica dello spogliarello e tornando all'idea originale di celebrare la donna e la sensualità femminile con spettacoli cerativi e artistici.
La nuova direzione artistica ha portato numerosi artisti, ballerine e attrici a esibirsi nel locale nel corso degli anni, tra cui Dita von Teese, Arielle Dombasle, Clotilde Courau, Conchita Wurst, Pamela Anderson, Noémie Lenoir, Violet Chachki, oltre che direttori artistici e costumisti, tra cui Philippe Decoufl, Christian Louboutin, Chantal Thomass e Roberto Cavalli. Nel 2013 Beyoncé realizza nel locale il video di Partition, diretto dalla stessa cantante e Jake Nava, facendte parte del quinto album in studio Beyoncè: The Visual Album.
Dal 2010 viene intrapresa parallelamente il Forever Crazy World Tour, tournée teatrale che porta gli spettacoli del Crazy Horse nei teatri mondiali. Tra il 2020 e il 2021, a causa della Pandemia di COVID-19 in Francia, il locale chiude riaprendo nel 2021 con un nuovo aspetto estetico curato dall'architetto e designer francese Benoît Dupuis.

## Stile di danza e ballerine
Le Crazy Girls, nome identificativo del corpo di ballo del locale, sono soggette a rigide selezioni, affinché agli occhi degli spettatori risultino quanto più possibili uguali le une alle altre. Questo implica che debbano apparentemente avere lo stesso aspetto e le stesse misure, in particolare l'altezza, salvo poi scoprire personalità molto diverse durante gli assoli che sono presentati durante lo spettacolo. A tutte le ballerine viene affibbiato un nome d'arte, volutamente dato dal locale per proteggere l'identità della ballerina e aumentare l'idea di irraggiungibilità da parte dello spettatore.

### Ballerine notevoli
La lista riporta le ballerine in ordine alfabetico.
- Violet Chachki
- Rosa Fumetto
- Deborah Lettieri
- Frenchy Lunatic
- Lova Moor
- Rita Renoir
- Polly Underground
- Bertha von Paraboum
- Dita von Teese

### Ospiti di rilevo
- Pamela Anderson
- Charles Aznavour
- Clotilde Courau
- Arielle Dombasle
- Noémie Lenoir
- Lisa
- Conchita Wurst

## Filmografia

### Documentari
- Crazy Horse de Paris regia di  Alain Bernardin (1977)
- Crazy Horse-Le Show regia di  Laurent Bergers (2002)
- Crazy Horse, Paris with Dita Von Teese regia di  Philippe Noël (2009)
- Crazy Horse regia di Frederick Wiseman (2011)
- Beyoncè: The Visual Album regia di Beyoncé (2013)

### Video musicali
- Partition di Beyoncé (2014)